# محمد صالح (سياسي)
محمد صالح (بالإنجليزية: Mohammed Saleh)‏ هو سياسي نيجيري، ولد في 11 نوفمبر 1955 في ولاية كادونا في نيجيريا. حزبياً، نشط في Congress for Progressive Change ‏. وقد انتخب عضو مجلس الشيوخ في نيجيريا.